# Ricardo Menéndez Salmón
Ricardo Menéndez Salmón (Gijón, 1971) es un escritor español.

## Trayectoria literaria
Licenciado en Filosofía por la Universidad de Oviedo, desde 2009 escribe en el diario La Nueva España. Ha sido colaborador de los diarios ABC, El Comercio, El Confidencial, El País y La Vanguardia, y de las revistas Mercurio y Tiempo. Desde el año 2007 forma parte del Consejo Editorial de KRK Ediciones.
Obtuvo el Premio de la Crítica de Asturias de Narrativa por el libro Los caballos azules, el Premio Juan Rulfo del año 2003 otorgado por Radio Francia Internacional y el Instituto de México en París por el relato «Los caballos azules», y el Casino de Mieres de Novela por La noche feroz.
Su novela La ofensa, considerada por El Periódico de Cataluña, el diario El Mundo y la revista Qué Leer uno de los diez mejores libros de 2007, recibió el Premio Qwerty de Barcelona Televisión a la revelación del año y el Premio Librería Sintagma a la mejor novela de 2007, además de ser valorada por la revista Quimera como la mejor obra de narrativa publicada en 2007.
Por su parte, Derrumbe fue escogida por el diario El País como la mejor novela en español publicada en 2008 por un autor menor de cuarenta años y recibió el Premio de la Crítica de Asturias a la mejor novela publicada en ese año.
En 2009 recibió el Premio de la Crítica de la Feria del Libro de Bilbao en reconocimiento a la trilogía compuesta por La ofensa, Derrumbe y El corrector. En 2010 su obra Asturias para Vera (Viaje sentimental de un padre escritor) obtuvo el V Premio Llanes de Viajes; ese mismo año su novela La luz es más antigua que el amor mereció el Premio Cálamo «Otra mirada». Medusa, su siguiente novela, ha sido adaptada al teatro por el dramaturgo Pablo Ley y la compañía catalana La Virgueria. La adaptación, estrenada en el festival Temporada Alta de Girona en 2018, ha obtenido los premios Quim Masó y Serra d’Or. Su décima novela, Niños en el tiempo, recibió el V Premio Las Américas concedido por el Festival de la Palabra de Puerto Rico, que acredita a la mejor novela iberoamericana publicada en 2014.
El 9 de febrero de 2016 su novela El Sistema obtuvo el Premio Biblioteca Breve. Tras Homo Lubitz, aparecida en enero de 2018, su siguiente obra es No entres dócilmente en esa noche quieta, texto autobiográfico dedicado a la figura de su padre publicado a comienzos de 2020. También en 2020 aparece su ensayo Este pueblo silencioso, editado por el Museo de Bellas Artes de Asturias, un recorrido en torno a la representación de las manos en la historia de la pintura y de la escultura. En octubre de 2021 llega al público su decimotercera novela, Horda. A finales de 2022 renueva su relación con el Museo de Bellas Artes de Asturias publicando M'illumino d'immenso, reflexión a propósito del mar y su presencia en los fondos de la pinacoteca. En reconocimiento a su trayectoria literaria, en abril de 2023 se le concede el Premio María Elvira Muñiz de la Feria del Libro de Gijón. En noviembre de ese mismo año publica Los muebles del mundo, antología personal que recoge veintiún relatos escritos entre 1999 y 2022, y en la que el autor anuncia su decisión de abandonar el género del cuento. En colaboración con Cristian Crusat, publica a comienzos de 2024 el ensayo Prosa del mundo, poesía de lo pertinente. Un diálogo sobre W. G. Sebald. A finales de ese mismo año aparece su tercera colaboración con el Museo de Bellas Artes de Asturias, Vidas irrevocables, que gira en torno al rostro y a su significación en algunos de los retratos presentes en la colección museística. En el verano de 2025, fruto de la coedición entre KRK Ediciones y la Universidad de Oviedo, da a la imprenta el ensayo Morir en la era del algoritmo: una meditación.
Escritor residente en la Bogliasco Foundation de Liguria y Premio a la Excelencia Artística del Gobierno de Baviera en la Internationales Künstlerhaus Villa Concordia de Bamberg, su obra está traducida al alemán, catalán, francés, holandés, italiano, portugués y turco.

## Trayectoria política
Habiéndose incorporado como independiente a la lista electoral de Podemos Asturies para las Elecciones a la Junta General del Principado de Asturias de 2019, en diciembre de 2020 tomó posesión de su escaño como diputado en el parlamento autonómico tras la renuncia de la portavoz del grupo parlamentario de Podemos, Lorena Gil.

## Obra

### Novela
- La filosofía en invierno, KRK Ediciones, Oviedo, 1999 (reeditada en 2007).
- Panóptico, KRK Ediciones, Oviedo, 2001.
- Los arrebatados, Ediciones Trea, Gijón, 2003.
- La noche feroz, KRK Ediciones, Oviedo, 2006 (reeditada en 2011 por Seix Barral).
- La ofensa, Seix Barral, Barcelona, 2007.
- Derrumbe, Seix Barral, Barcelona, 2008.
- El corrector, Seix Barral, Barcelona, 2009.
- La luz es más antigua que el amor, Seix Barral, Barcelona, 2010.
- Medusa, Seix Barral, Barcelona, 2012.
- Niños en el tiempo, Seix Barral, Barcelona, 2014.
- El Sistema, Seix Barral, Barcelona, 2016.
- Homo Lubitz, Seix Barral, Barcelona, 2018.
- Horda, Seix Barral, Barcelona, 2021.

### Memorias
- No entres dócilmente en esa noche quieta, Seix Barral, Barcelona, 2020.

### Relato
- Los desposeídos, Consejería de Cultura del Principado de Asturias, Premio Asturias Joven de Narrativa, Oviedo, 1997.
- Los caballos azules, Ediciones Trea, Gijón, 2005.
- Gritar, Lengua de Trapo, Madrid, 2007 (reeditado en 2012).
- Los caballos azules (incluye solo el relato homónimo), Ediciones Alfabia, Barcelona, 2009.
- Los muebles del mundo, Seix Barral, Barcelona, 2023.
- Sus relatos figuran en tres antologías: 1) Pequeñas Resistencias 5. Antología del nuevo cuento español (2001-2010), edición de Andrés Neuman. Páginas de Espuma, Madrid, 2010. 2) Siglo XXI. Los nuevos nombres del cuento español actual, edición de Gemma Pellicer y Fernando Valls, Menoscuarto, Palencia, 2010. 3) Cuento español actual (1992-2012), edición de Ángeles Encinar, Cátedra, Madrid, 2014.

### Ensayo
- Travesías del mal: Conrad, Céline, Bolaño, Papeles del Aula Magna de la Universidad de Oviedo, Oviedo, 2007.
- Consolación de la literatura, Círculo Cultural de Valdediós, Oviedo, 2008.
- Asturias para Vera (Viaje sentimental de un padre escritor), Imagine Ediciones, Madrid, 2010.
- Este pueblo silencioso. Las manos en el Museo de Bellas Artes de Asturias, Museo de Bellas Artes de Asturias, Oviedo, 2020.
- M'illumino d'immenso. El mar en el Museo de Bellas Artes de Asturias, Museo de Bellas Artes de Asturias, Oviedo, 2022.
- Prosa del mundo, poesía de lo pertinente. Un diálogo sobre W. G. Sebald (en colaboración con Cristian Crusat), KRK Ediciones, Oviedo, 2024.
- Vidas irrevocables. El rostro en el Museo de Bellas Artes de Asturias, Museo de Bellas Artes de Asturias, Oviedo, 2024.
- Morir en la era del algoritmo: una meditación, KRK Ediciones y Universidad de Oviedo, Oviedo, 2025.

### Poesía
- La soledad del grumete, Ayuntamiento de Oviedo, Oviedo, 1998.
- Konstantino Kavafis vierte lágrimas arcádicas, Cuadernos del Bandolero, Gijón, 2001.

### Cómic
- Eternidad, Cartem Cómics, Salamanca, 2025, con guion e ilustraciones de Manuel García Iglesias.

### Teatro
- Las apologías de Sócrates, Consejería de Cultura del Principado de Asturias, Premio Asturias Joven de Textos Teatrales, Oviedo, 1999.

### Prólogos y ediciones críticas
- «Wallace Stegner: la vida es terrible y maravillosa», prólogo a En lugar seguro, de Wallace Stegner, Libros del Asteroide, Barcelona, 2008.
- «Cuatro deslumbramientos», prólogo a Cuatro cuentos, de Edgar Allan Poe, KRK Ediciones, Oviedo, 2009.
- «Conmemoración de la hez», prólogo a Coches abandonados (Chevy blues), de Javier Maqua, KRK Ediciones, Oviedo, 2009.
- «El lugar de la epifanía», prólogo a Mitologías de invierno. El emperador de Occidente, de Pierre Michon, Ediciones Alfabia, Barcelona, 2009.
- «Espiritual y bondadoso», prólogo a Tres tormentas de nieve, de Aleksandr Pushkin, Lev Tolstói y Antón Chéjov, El Aleph Editores y El Taller de Mario Muchnik, Barcelona, 2011.
- «La raya del pelo de Frau Porges», prólogo a Los mutilados, de Hermann Ungar, BackList, Barcelona, 2012.
- «Los dignos», prólogo a Monasterio negro, de Aladár Kuncz, KRK Ediciones, Oviedo, 2012.
- «La tumba sin sosiego», prólogo a novienvre, de Luis Rodríguez, KRK Ediciones, Oviedo, 2013.
- «Lectura de Ricardo Menéndez Salmón» [del cuento «La tuberculosis» de Antonio Pereira], en Natalia Álvarez Méndez y Ángeles Encinar (eds.): Antonio Pereira y 23 lectores cómplices, Eolas Ediciones, León, 2019.[1]
- «Venir para quedarse», prólogo a Todo es agua, de Begoña Fidalgo, Pregunta Ediciones, Zaragoza, 2020.
- «Raíles más largos que Old Trafford», prólogo a 108 metros, de Alberto Prunetti, Hoja de Lata, Gijón, 2021.
- «Elogio del hombre infame», prólogo a Memoria del vacío, de Marcello Fois, Hoja de Lata, Gijón, 2023.

### Traducciones
La filosofía en invierno
- La philosophie en hiver (francés), Éditions Jacqueline Chambon, París, 2011. Traducción de Delphine Valentin.

La noche feroz
- La nuit féroce (francés), Éditions DO, Burdeos, 2020. Traducción de Jean-Marie Saint-Lu.

Gritar
- Gridare (italiano), Marcos y Marcos, Milán, 2009. Traducción de Claudia Tarolo.

La ofensa
- L'ofensa (catalán), Columna, Barcelona, 2007. Traducción de Josep Alemany.
- L'offesa (italiano), Marcos y Marcos, Milán, 2008. Traducción de Claudia Tarolo.
- A ofensa (portugués), Porto Editora, Oporto, 2009. Traducción de Helena Pitta.
- L'offense (francés), Actes Sud, Arlés, 2009. Traducción de Aleksandar Grujicic y Elisabeth Beyer.
- De schending (holandés), Wereldbibliotheek, Ámsterdam, 2010. Traducción de Bart Peperkamp.

Derrumbe
- Derrocada (portugués), Porto Editora, Oporto, 2010. Traducción de Helena Pitta.
- Instorten (holandés), Wereldbibliotheek, Ámsterdam, 2011. Traducción de Bart Peperkamp.
- Derrumbe (italiano), Marcos y Marcos, Milán, 2012. Traducción de Claudia Tarolo.
- Débâcle (francés), Éditions Jacqueline Chambon, París, 2015. Traducción de Jean-Marie Saint-Lu.

El corrector
- O revisor (portugués), Porto Editora, Oporto, 2011. Traducción de Helena Pitta.
- Il correttore (italiano), Marcos y Marcos, Milán, 2011. Traducción de Claudia Tarolo.
- Le correcteur (francés), Éditions Jacqueline Chambon, París, 2011. Traducción de Delphine Valentin.
- De corrector (holandés), Wereldbibliotheek, Ámsterdam, 2013. Traducción de Bart Peperkamp.

La luz es más antigua que el amor
- La lumière est plus ancienne que l'amour (francés), Éditions Jacqueline Chambon, París, 2012. Traducción de Delphine Valentin.
- Işık aşktan daha eskidir (turco), Ithaki. Estambul, 2012. Traducción de Pinar Aslan.
- A luz é mais antiga que o amor (portugués), Assírio & Alvim, Lisboa, 2013. Traducción de Helena Pitta.
- La luce è più antica dell'amore (italiano), Marcos y Marcos, Milán, 2014. Traducción de Claudia Tarolo.

Medusa
- Medusa (francés), Éditions Jacqueline Chambon, París, 2013. Traducción de Jean-Marie Saint-Lu.
- Medusa (alemán), Klaus Wagenbach Verlag, Berlín, 2014. Traducción de Carsten Regling.

Niños en el tiempo
- Bambini nel tempo (italiano), Marcos y Marcos, Milán, 2015. Traducción de Claudia Tarolo.
- Enfants dans le temps (francés), Éditions Jacqueline Chambon, París, 2016. Traducción de Jean-Marie Saint-Lu.

El Sistema
- L'Île Réalité (francés), Éditions Jacqueline Chambon, París, 2018. Traducción de Jean-Marie Saint-Lu.

No entres dócilmente en esa noche quieta
- Non andartene docile in quella buona notte (italiano), Marcos y Marcos, Milán, 2022. Traducción de Claudia Tarolo.
- N'entre pas docilement dans cette nuit paisible (francés), Éditions DO, Burdeos, 2024. Traducción de Jean-Marie Saint-Lu.

Horda
- Horde (francés), Éditions DO, Burdeos, 2022. Traducción de Jean-Marie Saint-Lu.
- Orda (italiano), Marotta e Cafiero, Nápoles, 2023. Traducción de Antonella Di Nobile.